# Ophioplocus esmarki
Ophioplocus esmarki is een slangster uit de familie Ophiolepididae.
De wetenschappelijke naam van de soort werd in 1874 gepubliceerd door Theodore Lyman.